# Демель, Рихард
Рихард Федор Леопольд Демель (нем. Richard Fedor Leopold Dehmel; 18 ноября 1863, Хермсдорф, провинция Бранденбург, Германия — 8 февраля 1920, Бланкенезе, Гамбург, Германия) — немецкий поэт и писатель.

## Биография
Родился в семье лесника. После конфликта с учителями покинул гимназию в Берлине и окончил школу в Данциге. Изучал естественные науки, экономику и философию, защитил дипломную работу по страхованию в Лейпциге. Работал секретарём в страховой компании, в свободное время писал стихи. После издания второго сборника поэзии уволился из компании и занимался литературным творчеством.

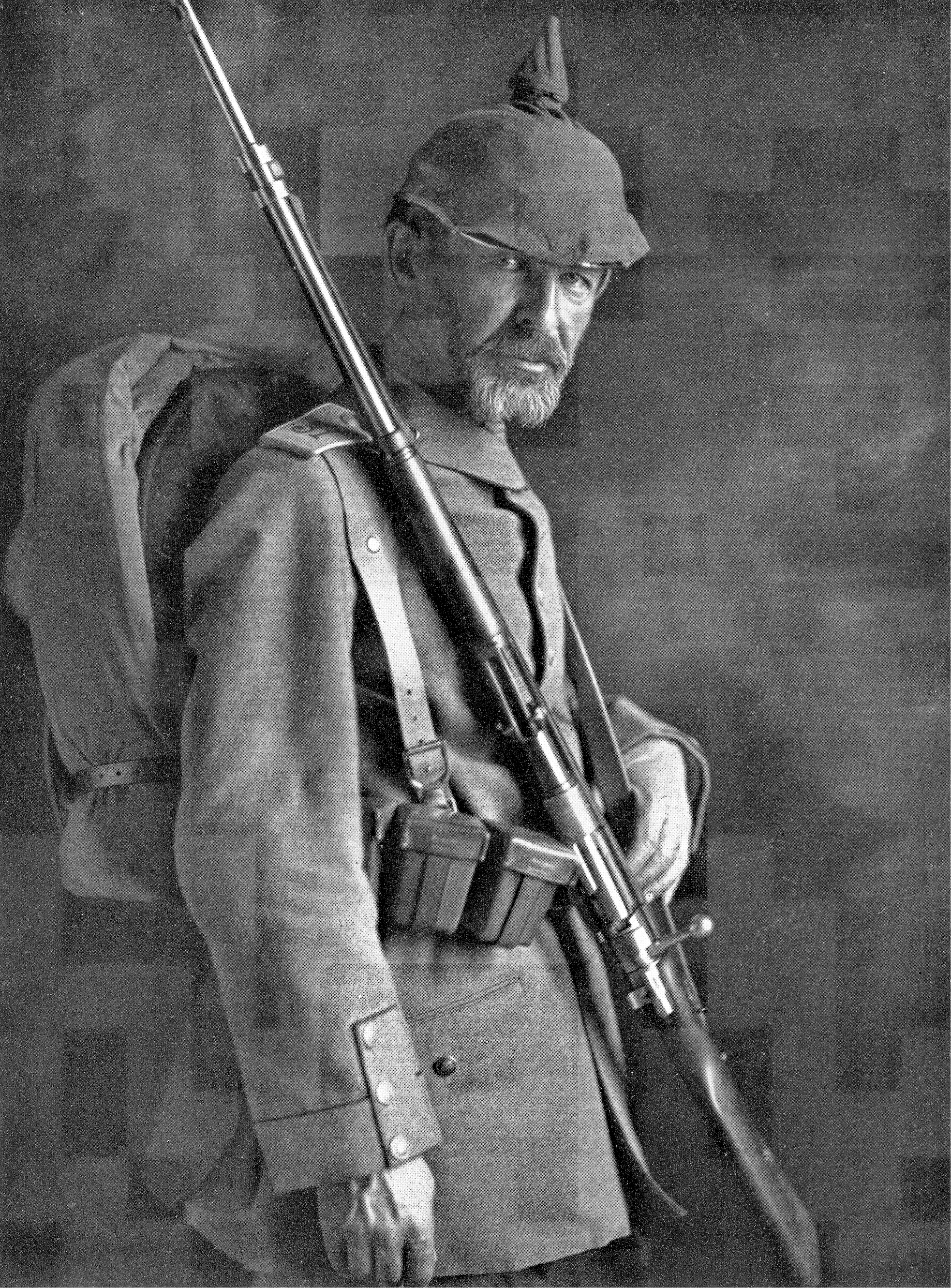
Рихард Демель в Первую мировую войну. 1916

Сблизился с берлинскими натуралистами, в 1894 году основал журнал «Пан». В конце 1890-х издавал сборник «Женщина и мир», который критиковали за богохульство и непристойность, консервативная общественность призывала запретить и сжечь весь тираж.
В дальнейшем Демель совместно с другими патриотически настроенными интеллектуалами поддерживал политику кайзеровской Германии. После начала Первой мировой войны в 1914 году добровольцем уходит на фронт, в 1916 году получает ранение, вследствие которого умирает в 1920 году.
Рихард Демель — один из видных немецких поэтов в кайзеровской Германии. Его стихи были положены на музыку такими композиторами, как Рихард Штраус, Макс Регер, Александр фон Цемлинский, Антон Веберн, Курт Вайль, Кароль Шимановский. Стихотворение Демеля «Просветлённая ночь» послужило программной основой для известного одноимённого инструментального сочинения Арнольда Шёнберга.

## Список произведений
- Erlösungen, сборник стихотворений, 1891
- Aber die Liebe, сборник стихотворений, 1893
- Weib und Welt, сборник стихотворений и сказок, 1896
- Zwei Menschen. Roman in Romanzen, 1903
- Die Verwandlungen der Venus, сборник стихотворений, 1907
- Michel Michael, комедия, 1911
- Schöne wilde Welt, сборник стихотворений, 1913
- Die Menschenfreunde, драма, 1917
- Mein Leben, автобиография, 1922 (посмертное издание)